# Anita Raja
Anita Raja (Napoli, 5 aprile 1953) è una scrittrice, germanista e traduttrice italiana.

## Biografia
Figlia di genitori ebrei, Anita Raja è nata a Napoli e si è trasferita con la famiglia a Roma, dove si è laureata. Come germanista è ricordata soprattutto per le numerose traduzioni e curatele di opere di Christa Wolf pubblicate dalle Edizioni e/o, più volte ristampate. Tra le molte sue altre traduzioni e curatele si ricordano:  Il processo di Franz Kafka (Milano, Feltrinelli, 1995), I morti del Carso di Veit Heinichen (Roma, E/O, 2003), I musicanti di Brema dei Fratelli Grimm (Roma, Orecchio acerbo, 2012), Ballata di chi approva questo mondo di Bertolt Brecht (Roma, Orecchio acerbo, 2016) e Morte di Danton di Georg Büchner (Torino, Einaudi, 2016). Nel 2008 ha vinto il Premio italo-tedesco per la traduzione letteraria .

## Vita privata
Sposata con Domenico Starnone, con una figlia, Viola Starnone, è indicata, da sola o con il marito, tra le possibili identità nascoste di Elena Ferrante.